# Huug Aandewiel
Huug Aandewiel (11 maart 1962) is een voormalig Nederlands voetballer die als verdediger speelde.

## Loopbaan
Aandewiel begon te voetballen in de jeugd bij Quick Boys waarna hij de overstap maakte naar eerste elftal van Quick Boys. In 1981 ging hij naar FC Dordrecht. Op 16 augustus 1981 in de uitwedstrijd tegen FC Amsterdam maakte Aandewiel zijn debuut voor FC Dordrecht. Hij begon in het basis en hij deed in hele wedstrijd mee. De wedstrijd werd gelijkgespeeld.
Na één seizoen keerde Aandewiel weer terug bij Quick Boys, maar een jaar later maakte hij de spraakmakende transfer naar buurman en aartsrivaal Rijnsburgse Boys. In 1994 moest hij stoppen met voetballen vanwege een aanhoudende knieblessure.

## Clubstatistieken
| Seizoen        | Club           | Land           | Competitie     | Competitie | Competitie | Beker | Beker | Totaal | Totaal |
| Seizoen        | Club           | Land           | Competitie     | Wed.       | Dlp.       | Wed.  | Dlp.  | Wed.   | Dlp.   |
| -------------- | -------------- | -------------- | -------------- | ---------- | ---------- | ----- | ----- | ------ | ------ |
| 1981/82        | FC Dordrecht   | Nederland      | Eerste divisie | 25         | 0          | 2     | 0     | 27     | 0      |
| Carrièretotaal | Carrièretotaal | Carrièretotaal | Carrièretotaal | 25         | 0          | 2     | 0     | 27     | 0      |

## Privé
Een broer van Huug Aandewiel is voormalig profvoetballer Gert Aandewiel.
Huug Aandewiel runt een sportkledingzaak in zijn woonplaats Rijnsburg.